# Apercibimiento
El apercibimiento, en Derecho procesal, es una comunicación emitida por los jueces o tribunales en la cual se hace un llamado a alguna de las partes implicadas en un proceso judicial de una orden relacionada con el proceso y, al mismo tiempo, se hace una advertencia de las consecuencias que acarrearía dejar de cumplir con lo solicitado en la comunicación. El apercibimiento puede ser emitido por cualquier autoridad como por ejemplo la policía local de un Ayuntamiento, en el que se hace constar que si no realiza una conducta determinada podrá incurrir en una infracción administrativa o incluso en un delito.
Por ejemplo, en un apercibimiento se puede ordenar a una de las partes para que comparezca en juicio en un día y una hora determinada a la vez que se le apercibe de las consecuencias (negativas) de no presentarse. 
- Datos: Q5701226